# Рипл, Кевин
Кевин Рипл (англ. Kevin Riepl) — американский композитор. Пишет музыку в основном для компьютерных игр. Музыкой начал заниматься в возрасте шести лет, в школьные годы играл в разных группах и оркестрах. Первой серьёзной коммерческой работой Кевина Рипла является работа над саундтреком известной компьютерной игры Unreal Tournament 2003, разрабатываемой компанией Epic Games. Впоследствии почти все игры Epic Games содержали музыку Кевина Рипла. Так как Рипл был занят созданием музыки для Gears of War, то саундтрек Unreal Tournament 3 создавался другими композиторами. Однако 3 композиции из игры всё же принадлежат авторству Рипла. Заметной чертой Рипла, в отличие от большинства композиторов, является возможность бесплатно скачать всю написанную им музыку с его сайта.

## Дискография
- Aliens: Colonial Marines[2]
- City of Villains
- Dead to Rights (дополнительная музыка)
- Gears of War
- Huxley[3]
- Nancy Drew (дополнительная музыка)
- New Legends (дополнительная музыка)
- NICKTOONS Movin'
- Pitfall — The Lost Expedition (дополнительная музыка)
- Shrek 2: The Game
- Shrek SuperSlam (дополнительная музыка)
- Strike Force
- Twisted Metal: Black (дополнительная музыка)
- Unreal Championship 2
- Unreal Tournament 2003
- Unreal Tournament 2004
- Unreal Tournament 3
- Crackdown 2